# Тридуби
Три́дуби — село в Україні, у Кривоозерській селищній громаді Первомайського району Миколаївської області. Населення становить 2157 осіб.

## Герб
Герб села є промовистим. У лазуровому щиті постать Святого Архистратига Михаїла із золотим німбом, із срібними крилами, в золотому одязі, що тримає в правій руці золотий полум’яніючий меч, а в лівій золотий щит, обтяжений
таким же розширеним хрестом із золотим сяйвом, супроводжуваний знизу трьома золотими дубами з вирваним корінням, двома і одним. 

## Відомі люди
- Заболотний Семен Федорович — український військовий діяч часів Української революції, організатор антибільшовицького повстанського руху на Одещині.
- Ткаченко Пантелій Михайлович — новатор сільськогосподарського виробництва, голова колгоспу «Шлях до комунізму» Антрацитівського виробничого колгоспно-радгоспного управління Луганської області. Депутат Верховної Ради УРСР 6-го скликання. Кандидат економічних наук.